# Lumijoki
Lumijoki (llamado también Río de nieve) es un municipio de Finlandia.
Se localiza en la región de Ostrobotnia del Norte. Posee una población de 2,025 habitantes (30 de septiembre  de 2023) y cubre un área de 290.29 km², de los cuales 77.1 km² son agua. La densidad de población es de 6.98 habitantes por cada km².
El municipio es monolingüe y su idioma oficial es el finés.